# Bank korespondent
Bank korespondent – instytucja kredytowa świadcząca usługi płatnicze i inne na rzecz drugiej instytucji kredytowej. Płatności za pośrednictwem korespondentów dokonywane są za pomocą rachunków wzajemnych (rachunki nostro i loro), do których mogą być dołączone stałe linie kredytowe.
Rozwiązanie to stosuje się przede wszystkim w skali międzynarodowej; w niektórych krajach funkcjonuje ono pod nazwą usług agencyjnych.
Rachunek loro to rachunek prowadzony przez korespondenta na rzecz zagranicznej instytucji kredytowej, dla której z kolei stanowi on rachunek nostro.